# Binecuvântare

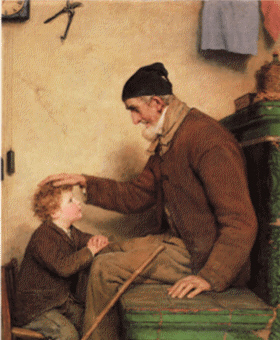
Albert Anker, Bunic binecuvântând nepotul (1910)

Binecuvântarea (arhaic blagoslovire, în latină benedictio, „bine zicere”) este cuvântul sau gestul prin care se invocă protecția lui Dumnezeu asupra cuiva. Prin extensie binecuvântarea este dorința de fericire și prosperitate la adresa cuiva. Cuvântul german Segen este derivat din latinescul signum, cu înțelesul de „semn” respectiv „însemnare” (signatio).

## Galerie de imagini

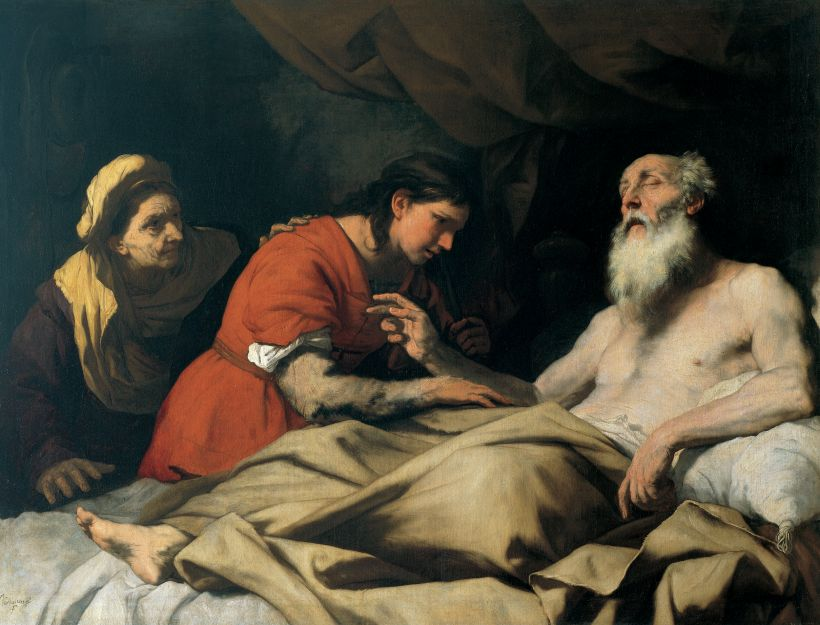
Luca Giordano, Isaac binecuvântându-l pe Iacob (sec. al XVII-lea)